# Хоэнаспе
Хоэнаспе (нем. Hohenaspe) — община в Германии, в земле Шлезвиг-Гольштейн. 
Входит в состав района Штайнбург. Подчиняется управлению Итцехё-Ланд.  Население составляет 2057 человек (на 31 декабря 2010 года). Занимает площадь 14,07 км².